# Corrado Olmi
Pour les articles homonymes, voir Olmi.
Corrado Olmi, né le 24 octobre 1926 à Jesi et mort le 29 décembre 2020 à Rome, est un acteur italien.

## Biographie
Après avoir fréquenté le lycée et quelques compagnies amateurs locales, Corrado Olmi déménage à Rome, où il passe un diplôme de droit.
Très actif au théâtre, il participe à différents feuilletons télévisés comme Il conte di Montecristo (it) et à des émissions de divertissement.
Au cinéma, il tient d'habitude de petits rôles depuis le milieu des années 1950. Il reçoit le ruban d'argent du meilleur acteur dans un second rôle pour le film Le Dîner d'Ettore Scola (1998).
En 1993, il reçoit le prix « Una Vita per il Teatro » (une vie pour le théâtre) décerné au palais sénatorial. Il crée avec Nadia Furlan la compagnie de théâtre « La Nuova Operetta ».
Il meurt dans un hôpital de Rome à l'âge de 94 ans des complications du COVID-19.

## Filmographie partielle
- 1960 : Un mandarino per Teo de Mario Mattoli
- 1964 : Frénésie d'été de Luigi Zampa
- 1964 : Clémentine chérie de Pierre Chevalier
- 1966 : Les Ogresses (Le Fate), sketch (Fata Armenia), de Mario Monicelli
- 1966 : Lutring... réveille-toi et meurs (Svegliati e uccidi) de Carlo Lizzani
- 1968 : Casse au Vatican d'Emilio Miraglia
- 1969 : Pleins Feux sur l'archange (L'arcangelo) de Giorgio Capitani
- 1971 : Le Chat à neuf queues de Dario Argento
- 1971 : Bello, onesto, emigrato Australia sposerebbe compaesana illibata de Luigi Zampa
- 1971 : Quatre Mouches de velours gris (4 mosche di velluto grigio) de Dario Argento
- 1974 : L'An un de Roberto Rossellini
- 1982 : Marche au pas ! (Porca vacca) de Pasquale Festa Campanile
- 1983 : Le Pétomane (Il petomane) de Pasquale Festa Campanile
- 1998 : Le Dîner d'Ettore Scola
- 2003 : Ma che colpa abbiamo noi de Carlo Verdone